# Wario Land 3
Warioland 3 (o Wario Land 3) és un videojoc de la saga Wario, aparegut amb una sola versió, on es pot escollir entre anglès i japonès.

## Història
Tot comença quan un home anomenat Wario va amb avió. Al cap d'una estona, comença a sortir-ne fum i ha de fer un aterratge forçós. Llavors entra a una cova i es troba una capsa de música, i per acabar-ho d'adobar hi cau. Després es troba una figura amagada (com deia en anglès, Hidden figure) que li diu que si troba cinc capses de música pels terrenys d'aquella altra capsa de música l'ajudaria a sortir-ne. Però, una vegada haver "completat" el joc i dur les cinc capses a la figura, es converteix en pallasso i es decideix a lluitar amb tu. I, una vegada mort, surten del temple moltíssimes d'estrelles que fan que els monstres recuperessin la seva forma original: eren avis, homes, etc. Llavors ve un home vell (Old man) i t'ho explica tot. Al final, t'emportes tots els tresors que has aconseguit cap a casa. Apareixen els crèdits i has guanyat. Una vegada haver guanyat, reinicies la Game Boy Color i estàs com si encara et quedés per fer l'últim nivell.

## Nivells

### North (nord)
N? - The temple (el Temple)

N1 - Out of the Woods (Fora del Bosc)

N2 - The Peaceful Village (la Vila Pacífica)

N3 - The Vast Plain (la Plana Vasta)

N4 - Bank of the Wild River (Banc del Riu Desbaratat)

N5 - The Tidal Coast (la Costa que prové de la Marea)

N6 - Sea Turtle Rocks (Roques de la Tortuga Marina)

### West (oest)
W1 - Desert Ruins (Ruines del Desert)

W2 - The Volcano's Base (la Base del Volcà)

W3 - The Pool of Rain (la Piscina de la Pluja)

W4 - A Town in Chaos (una Ciutat en Caos)

W5 - Beneath the Waves (Indigne d'Onades)

W6 - The West Crater (el Cràter de l'Oest)

### South (sud)
S1 - The Grasslands (els Camps d'Herba)

S2 - The Big Bridge (el Pont Gran)

S3 - Tower of Revival (la Torre del Renaixement)

S4 - The Steep Canyon (el Canyó Banyat)

S5 - The Cave of Flames (la Cova de les Flames)

S6 - Above the Clouds (a Dalt als Núvols)

### East (est)
E1 - The Stagnant Swamp (l'Aiguamoll Estancat)

E2 - The Frigid Sea (la Mar Gelada)

E3 - Castle of Illusions (el Castell de les Il·lusions)

E4 - The Colossal Hole (el Forat Colossal)

E5 - The Warped Void (lo Buit Deformat)

E6 - The East Crater (el Cràter de l'Est)

E7 - Forest of Fear (el Bosc de la Por)

## Jugabilitat
A diferència de Wario Land 4, Wario Land 3 és invencible, però pot canviar d'"estat", segons qui l'ataca.
Hi ha quatre colors de tresors: Gris, Vermell, Verd i Blau. Se'n troba un de cada color a cada nivell, i aquest ordre apuntat sol ser el que se segueix. Però, els tresors, no s'obren així com així, perquè necessiten la clau del color del tresor.
També, s'hi inclouen poders (així com als altres jocs ja els té des del començament), com ara aixafar les pedres, rompre-les amb el cap o bussejar (al principi del joc només pot nedar per la superfície).
Les monedes serveixen per un minijoc anomenat golfing minigame, i el màxim que se'n pot tenir és 999. Hi ha diversos tipus de monedes, des de les normals, que valen 1, fins a les blaves, que valen 4. També, a cada nivell hi ha 8 monedes de música, que són punts addicionals i valen 10. Si les aconsegueixes totes, es pintarà un tros del dibuix del camp de golfing minigame, que si està complet s'hi pot jugar al "game" que està entre la regió nord i l'oest.
El minigolf consta de determinats cops, des de 3 fins a 5. Hi ha una barra al davall que posa POWER, i tracta de pitjar la A i calcular amb el Wario blau la força i amb el vermell la precisió. Si el càlcul de precisió se'n va fora d'un lloc determinat, el cop serà inútil i et gastarà un torn. Però, la pista no és tan bona de passar, perquè sempre s'hi inclou almenys una trampa d'aquestes: water, bunker, ob o rough. La trampa més perillosa és l'ob, que és quan cau dins la lava i et fa perdre dos torns i tornes a tirar del mateix lloc. La water s'assembla a l'ob, que és quan caus dins l'aigua: et fa perdre un torn i tires d'arran del bassal. El bunker i el rough et fan perdre potència, i sobretot el bunker.

## Recepció
La recepció d'aquest joc fou tremendament alta. Ho demostren l'IGN Entertainment, amb una puntuació de 9 sobre 10; i la increïblement alta classificació rebuda per part de GameSpot, d'un 9,8 sobre 10, una puntuació que demostra que és un joc que val la pena.